# Otto Wesendonck (Kaufmann)

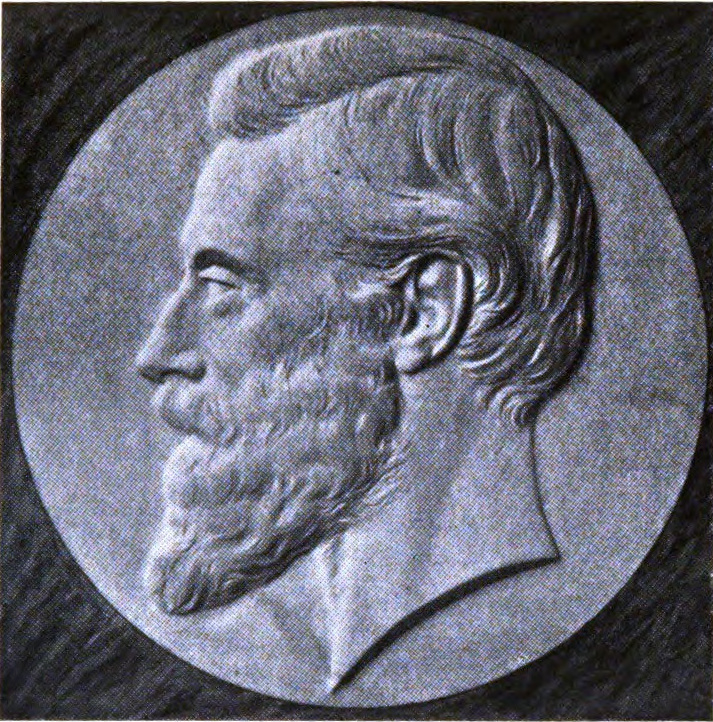
Otto Wesendonck (Relief von Joseph Kopf, 1865)

Otto Friedrich Ludwig Wesendonck, auch Wesendonk, (* 16. März 1815 in Elberfeld, heute Stadtteil von Wuppertal; † 18. November 1896 in Berlin) war ein deutscher Kaufmann und Mäzen, der insbesondere den Komponisten Richard Wagner förderte. Einer seiner Brüder war der Rechtsanwalt und Politiker Hugo Wesendonck.

## Biographie
Die Familie Wesendonck, die ab dem 17. Jahrhundert als angesehene Kaufleute hauptsächlich in Xanten am Niederrhein lebte, ist niederländischer Herkunft (van der Wesendonk). Otto Wesendonck wurde ebenfalls Kaufmann und reiste bereits im Alter von 18 Jahren für ein Elberfelder Handelshaus nach Amerika. Nach seiner Rückkehr übernahm er die Vertretung des Handelshauses Loeschigk, Wesendonk & Co. für Europa. 

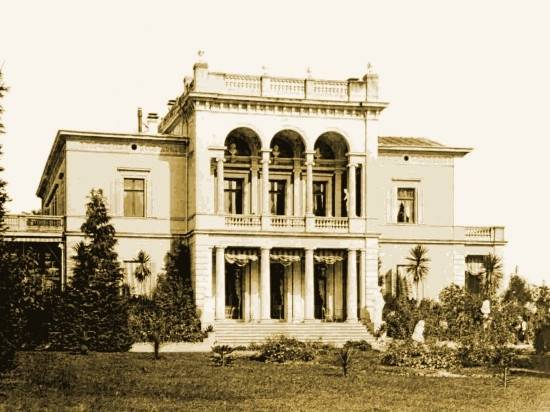
Villa Wesendonck in Zürich, heute Museum Rietberg

1844 heiratete er, seine Frau starb jedoch schon wenige Monate später. Er ließ sich in Düsseldorf nieder und heiratete dort in zweiter Ehe im Jahr 1848 Agnes Luckemeyer, die Tochter des Unternehmers und Politikers Carl Luckemeyer, die ihm zuliebe den Namen seiner ersten Frau Mathilde annahm und Mutter seiner fünf Kinder wurde. Bis 1851 wohnten Otto und Mathilde Wesendonck im Haus Schwanenmarkt 1.
1850 zog er sich aus allen Geschäften zurück und ließ sich mit einem großen Vermögen in Zürich nieder, wo er zunächst im Hotel „Baur au Lac“ wohnte. Im Frühjahr 1855 erbaute er auf dem „grünen Hügel“ in der Vorstadt Enge eine herrschaftliche Villa, in der er ab 1857 mit seiner Familie wohnte und sich u. a. eine große Kunstsammlung zulegte. 1872 verkaufte er diese Villa Wesendonck – die heute das Museum Rietberg beherbergt – und siedelte nach Dresden über. Für die Sommermonate erwarb er den Landsitz „Traunblick“ am Traunsee im Salzkammergut. Im Herbst 1882 ließ er sich in Berlin nieder, wo er 1896 in seinem Haus starb.

### Richard Wagner
In Zürich lernte er im Januar 1852 bei einem Konzert Richard Wagner kennen, der dort dirigierte, und unterstützte ihn ab 1853 finanziell. Das Gartenhaus seiner Villa stellte er ab 1857 Richard Wagner als Wohnhaus zur Verfügung, der es sein „Asyl“ nannte, das er allerdings nach seiner Affäre mit Mathilde Wesendonck ein Jahr später verließ. 
1858 kaufte Wesendonck die Rechte zur Aufführung des „Ring des Nibelungen“, verzichtete jedoch später auf die Einhaltung des Vertrags mit Wagner, so dass die Eigentumsrechte an den bayerischen König Ludwig II. gehen konnten. Trotz der Affäre zwischen Wagner und seiner Frau blieb er diesem freundschaftlich verbunden, was in einem umfangreichen Briefwechsel dokumentiert ist. Der Briefwechsel ist 1903 veröffentlicht worden, einschließlich der Briefe zwischen seiner Frau und Wagner.

## Schriften des Mathilde-Wesendonck-Verbandes
Seit 2021 gibt der Mathilde-Wesendonk-Verband seine Schriften zum Leben und Werk von Mathilde und Otto Wesendonck heraus:
- Heft 1: Thomas Seidel (Hrsg.): Zürcher Tonhallekrawall vor 150 Jahren. Sein Hergang und seine Folgen. Schweiz, Frankreich, Deutschland und die Wesendoncks 1871. Berlin 2021,  ISBN 978-3-9822543-0-2.
- Heft 2, Teil I und II: Thomas Seidel (Hrsg.): The Mysterious Wesendoncks. Deutsche Emigration in die USA im 19. Jahrhundert und der Sezessionskrieg von 1861–1865. August, Hugo und Otto Wesendonck in den USA. Ann Hardy Beardshall übersetzt von Björn Seidel-Dreffke (Teil II). Berlin 2022, ISBN 978-3-9822543-1-9.
- Heft 3: Thomas Seidel: Franz von Lenbach und seine Porträts von Mathilde Wesendonck. 31. August 2022 – 120. Todestag von Mathilde Wesendonck. Berlin 2022, ISBN 978-3-9822543-4-0.
- Heft 4: Thomas Seidel, Björn Seidel-Dreffke: Mathilde & Otto Wesendonck. Ein Handbuch für Forschung & Information. Materialien zu Leben – Werk – Wirkung. Teil I: Bibliografie – Primärliteratur. Eine kommentierte Bibliografie mit Beiträgen von Björn Seidel-Dreffke zusammengestellt von Thomas Seidel. Berlin 2022, ISBN 978-3-9822543-2-6.
- Heft 5: Thomas Seidel, Björn Seidel-Dreffke: Mathilde & Otto Wesendonck. Ein Handbuch für Forschung & Information. Materialien zu Leben – Werk – Wirkung. Teil II: Bibliografie & Archive – Sekundärliteratur. Zusammengestellt von Thomas Seidel mit einer Einführung von Björn Seidel-Dreffke. Berlin 2023, ISBN 978-3-9822543-3-3.
- Heft 6: Thomas Seidel, Björn Seidel-Dreffke: Mathilde & Otto Wesendonck. Ein Handbuch für Forschung & Information. Materialien zu Leben – Werk – Wirkung. Teil III: Privatbibliotheken – Wesendonck & von Bissing. Zusammengestellt von Thomas Seidel mit einer Einführung von Björn Seidel-Dreffke: „Ausgewählte Aspekte der Geschichte der deutschen Privatbibliotheken von den Anfängen bis zum 21. Jahrhundert“. Berlin 2023, ISBN 978-3-9822543-5-7.